# Noord-Amerikaans kampioenschap voetbal vrouwen 2022
Het Noord-Amerikaans kampioenschap voetbal vrouwen 2022, ook bekend als 2022 CONCACAF W Championship, was de elfde editie van dit vierjaarlijkse voetbaltoernooi voor vrouwen, dat georganiseerd wordt door de CONCACAF. Het toernooi werd tussen 4 en 18 juli 2022 gespeeld in de agglomeratie Monterrey in Mexico. Er deden acht landen mee. De Verenigde Staten was de titelverdediger en wist deze te behouden, na Canada in de finale met 1-0 te verslaan.
Het toernooi diende ook als kwalificatietoernooi voor twee eindtoernooien, namelijk voor het wereldkampioenschap voetbal vrouwen 2023 in Australië en Nieuw-Zeeland en het voetbaltoernooi op de Olympische Zomerspelen 2024 in Frankrijk.
De nummers een en twee van elke groep kwalificeerden zich direct voor het WK in 2023, terwijl de nummers drie doorgingen naar de intercontinentale play-offs. Ook kwalificeerde de winnaar van dit toernooi zich direct voor de Olympische Spelen en de CONCACAF W Gold Cup 2024, terwijl de nummers twee en drie doorgingen naar de Olympische play-offs.

## Kwalificatie
Het kwalificatietoernooi werd gehouden in februari en april 2022. Er deden 30 landen mee, welke werden verdeeld in zes groepen van vijf landen. Zij speelden twee thuis- en uitwedstrijden in een halve competitie. De zes groepswinnaars kwalificeerden zich voor het eindtoernooi.

### Gekwalificeerde landen
Voor het eindtoernooi hadden zes landen zich gekwalificeerd. Canada en de Verenigde Staten, de hoogst gerangschikte landen op de FIFA-wereldranglijst van oktober 2020, waren automatisch gekwalificeerd.
| Land               | Kwalificatie via | Datum kwalificatie | Aantal deelnames (incl. 2022) | Beste deelname                                           | Aantal deelnames WK vrouwen | Plek op FIFA-ranglijst aan het begin van dit toernooi |
| ------------------ | ---------------- | ------------------ | ----------------------------- | -------------------------------------------------------- | --------------------------- | ----------------------------------------------------- |
| Canada             | Automatisch      | 10 december 2020   | 10                            | Kampioen (1998, 2010)                                    | 7                           | 6                                                     |
| Verenigde Staten   | Automatisch      | 10 december 2020   | 10                            | Kampioen (1991, 1993, 1994, 2000, 2002, 2006,2014, 2018) | 8                           | 1                                                     |
| Mexico             | Winnaar Groep A  | 12 april 2022      | 10                            | Tweede plaats (1998, 2010)                               | 3                           | 26                                                    |
| Costa Rica         | Winnaar Groep B  | 12 april 2022      | 8                             | Tweede plaats (2014)                                     | 1                           | 37                                                    |
| Jamaica            | Winnaar Groep C  | 12 april 2022      | 7                             | Derde plaats (2018)                                      | 1                           | 51                                                    |
| Panama             | Winnaar Groep D  | 12 april 2022      | 4                             | Vierde plaats (2018)                                     | 0                           | 57                                                    |
| Haïti              | Winnaar Groep E  | 12 april 2022      | 6                             | Vierde plaats (1991)                                     | 0                           | 60                                                    |
| Trinidad en Tobago | Winnaar Groep F  | 12 april 2022      | 11                            | Derde plaats (1991)                                      | 0                           | 76                                                    |

## Stadions
| · Guadalupe San Nicolás de los Garza |                       |                          |
| · Guadalupe San Nicolás de los Garza | Guadalupe             | San Nicolás de los Garza |
| ------------------------------------ | --------------------- | ------------------------ |
| · Guadalupe San Nicolás de los Garza | Estadio BBVA Bancomer | Estadio Universitario    |
| · Guadalupe San Nicolás de los Garza | Capaciteit: 53.500    | Capaciteit: 41.615       |
| · Guadalupe San Nicolás de los Garza |                       |                          |

## Scheidsrechters
Op 21 juni 2022 maakte de CONACAF bekend welke officials waren geselecteerd voor het toernooi.
Scheidsrechters
- Marie-Soleil Beaudoin
- Myriam Marcotte
- Marianela Araya
- Astrid Gramajo
- Melissa Borjas
- Odette Hamilton
- Katia García
- Francia González
- Tatiana Guzmán
- Ekaterina Koroleva
- Tori Penso

Assistent-scheidsrechters
- Chantal Boudreau
- Ivett Santiago
- Lidia Ayala
- Iris Vail
- Lourdes Noriega
- Shirley Perelló
- Jassett Kerr
- Stephanie-Dale Yee Sing
- Enedina Caudillo
- Mayte Chávez
- Karen Díaz
- Sandra Ramírez
- Mijensa Rensch
- Felisha Mariscal
- Brooke Mayo
- Kathryn Nesbitt

Videoscheidsrechters
- Chantal Boudreau
- Carol-Anne Chenard
- Marianela Araya
- Melissa Borjas
- Shirley Perelló
- Odette Hamilton
- Stephanie-Dale Yee Sing
- Enedina Caudillo
- Mayte Chávez
- Karen Díaz
- Francia González
- Sandra Ramírez
- Tatiana Guzmán
- Ekaterina Koroleva
- Felisha Mariscal
- Brooke Mayo
- Kathryn Nesbitt
- Tori Penso

## Groepsfase
De nummers een en twee kwalificeerden zich direct voor het wereldkampioenschap voetbal vrouwen 2023 in Australië en Nieuw-Zeeland, de nummers drie plaatsten zich voor de intercontinentale play-offs.

### Groep A
| Pos | Team             | Wed | W | G | V | Ptn | DV | DT | +/− | Kwalificatie                                            |
| --- | ---------------- | --- | - | - | - | --- | -- | -- | --- | ------------------------------------------------------- |
| 1   | Verenigde Staten | 3   | 3 | 0 | 0 | 9   | 9  | 0  | +9  | Kwalificatie voor WK 2023 en door naar de knock-outfase |
| 2   | Jamaica          | 3   | 2 | 0 | 1 | 6   | 5  | 5  | 0   | Kwalificatie voor WK 2023 en door naar de knock-outfase |
| 3   | Haïti            | 3   | 1 | 0 | 2 | 3   | 3  | 7  | −4  | Geplaatst voor intercontinentale play-offs              |
| 4   | Mexico (G)       | 3   | 0 | 0 | 3 | 0   | 0  | 5  | −5  |                                                         |

|                           |                           |                                   |       | |
| 4 juli 2022 18:00 (UTC−5) | Verenigde Staten          | 3 – 0                             | Haïti | Estadio Universitario, San Nicolás de los Garza Toeschouwers: 5.345 Scheidsrechter: Marie-Soleil Beaudoin |
| 4 juli 2022 18:00 (UTC−5) | Morgan 16', 23' Purce 84' | Verslag (FIFA) Verslag (CONCACAF) |       | Estadio Universitario, San Nicolás de los Garza Toeschouwers: 5.345 Scheidsrechter: Marie-Soleil Beaudoin |

|                           |        |                                   |         | |
| 4 juli 2022 21:00 (UTC−5) | Mexico | 0 – 1                             | Jamaica | Estadio Universitario, San Nicolás de los Garza Toeschouwers: 5.291 Scheidsrechter: Tatiana Guzmán |
| 4 juli 2022 21:00 (UTC−5) |        | Verslag (FIFA) Verslag (CONCACAF) | 8' Shaw | Estadio Universitario, San Nicolás de los Garza Toeschouwers: 5.291 Scheidsrechter: Tatiana Guzmán |

|                           |         |                                   |                                                      |                                                                                     |
| 7 juli 2022 18:00 (UTC−5) | Jamaica | 0 – 5                             | Verenigde Staten                                     | Estadio BBVA Bancomer, Guadalupe Toeschouwers: 3.150 Scheidsrechter: Melissa Borjas |
| 7 juli 2022 18:00 (UTC−5) |         | Verslag (FIFA) Verslag (CONCACAF) | 5', 8' Smith 59' Lavelle 83' (pen.) Mewis 86' Rodman | Estadio BBVA Bancomer, Guadalupe Toeschouwers: 3.150 Scheidsrechter: Melissa Borjas |

|                           |                                                   |                                   |              |                                                                                      |
| 7 juli 2022 21:00 (UTC−5) | Haïti                                             | 3 – 0                             | Mexico       | Estadio BBVA Bancomer, Guadalupe Toeschouwers: 3.375 Scheidsrechter: Marianela Araya |
| 7 juli 2022 21:00 (UTC−5) | Borgella 14' (pen.) Mondésir 67' (pen.) Jeudy 78' | Verslag (FIFA) Verslag (CONCACAF) | 77' Espinoza | Estadio BBVA Bancomer, Guadalupe Toeschouwers: 3.375 Scheidsrechter: Marianela Araya |

|                            |                                            |                                   |       |                                                                                         |
| 11 juli 2022 21:00 (UTC−5) | Jamaica                                    | 4 – 0                             | Haïti | Estadio BBVA Bancomer, Guadalupe Toeschouwers: 4.356 Scheidsrechter: Ekaterina Koroleva |
| 11 juli 2022 21:00 (UTC−5) | Carter 26' Shaw 58', 70' (pen.) Spence 79' | Verslag (FIFA) Verslag (CONCACAF) |       | Estadio BBVA Bancomer, Guadalupe Toeschouwers: 4.356 Scheidsrechter: Ekaterina Koroleva |

|                            |                  |                                   |            | |
| 11 juli 2022 21:00 (UTC−5) | Verenigde Staten | 1 – 0                             | Mexico     | Estadio Universitario, San Nicolás de los Garza Toeschouwers: 20.522 Scheidsrechter: Myriam Marcotte |
| 11 juli 2022 21:00 (UTC−5) | Mewis 89'        | Verslag (FIFA) Verslag (CONCACAF) | 73' Ovalle | Estadio Universitario, San Nicolás de los Garza Toeschouwers: 20.522 Scheidsrechter: Myriam Marcotte |

### Groep B
| Pos | Team               | Wed | W | G | V | Ptn | DV | DT | +/− | Kwalificatie                                            |
| --- | ------------------ | --- | - | - | - | --- | -- | -- | --- | ------------------------------------------------------- |
| 1   | Canada             | 3   | 3 | 0 | 0 | 9   | 9  | 0  | +9  | Kwalificatie voor WK 2023 en door naar de knock-outfase |
| 2   | Costa Rica         | 3   | 2 | 0 | 1 | 6   | 7  | 2  | +5  | Kwalificatie voor WK 2023 en door naar de knock-outfase |
| 3   | Panama             | 3   | 1 | 0 | 2 | 3   | 1  | 4  | −3  | Geplaatst voor intercontinentale play-offs              |
| 4   | Trinidad en Tobago | 3   | 0 | 0 | 3 | 0   | 0  | 11 | −11 |                                                         |

|                           |                                               |                                   |        |                                                                                      |
| 5 juli 2022 18:00 (UTC−5) | Costa Rica                                    | 3 – 0                             | Panama | Estadio BBVA Bancomer, Guadalupe Toeschouwers: 4.327 Scheidsrechter: Odette Hamilton |
| 5 juli 2022 18:00 (UTC−5) | R. Rodríguez 6' Salas 24' Alvarado 60' (pen.) | Verslag (FIFA) Verslag (CONCACAF) |        | Estadio BBVA Bancomer, Guadalupe Toeschouwers: 4.327 Scheidsrechter: Odette Hamilton |

|                           |                                                                   |                                   |                    |                                                                                   |
| 5 juli 2022 21:00 (UTC−5) | Canada                                                            | 6 – 0                             | Trinidad en Tobago | Estadio BBVA Bancomer, Guadalupe Toeschouwers: 3.872 Scheidsrechter: Katia García |
| 5 juli 2022 21:00 (UTC−5) | Sinclair 27' Grosso 67', 79' Fleming 84' Beckie 86' Huitema 90+1' | Verslag (FIFA) Verslag (CONCACAF) |                    | Estadio BBVA Bancomer, Guadalupe Toeschouwers: 3.872 Scheidsrechter: Katia García |

|                           |                    |                                   |                                                      | |
| 8 juli 2022 18:00 (UTC−5) | Trinidad en Tobago | 0 – 4                             | Costa Rica                                           | Estadio Universitario, San Nicolás de los Garza Toeschouwers: 3.025 Scheidsrechter: Francia González |
| 8 juli 2022 18:00 (UTC−5) | Johnson 14', 22'   | Verslag (FIFA) Verslag (CONCACAF) | 18', 44' Granados 33' (e.d.) Hutchinson 48' Alvarado | Estadio Universitario, San Nicolás de los Garza Toeschouwers: 3.025 Scheidsrechter: Francia González |

|                           |        |                                   |            |                                                                                                |
| 8 juli 2022 21:00 (UTC−5) | Panama | 0 – 1                             | Canada     | Estadio Universitario, San Nicolás de los Garza Toeschouwers: 3.249 Scheidsrechter: Tori Penso |
| 8 juli 2022 21:00 (UTC−5) |        | Verslag (FIFA) Verslag (CONCACAF) | 64' Grosso | Estadio Universitario, San Nicolás de los Garza Toeschouwers: 3.249 Scheidsrechter: Tori Penso |

|                            |                        |                                   |            |                                                                                      |
| 11 juli 2022 18:00 (UTC−5) | Canada                 | 2 – 0                             | Costa Rica | Estadio BBVA Bancomer, Guadalupe Toeschouwers: 3.721 Scheidsrechter: Odette Hamilton |
| 11 juli 2022 18:00 (UTC−5) | Fleming 5' Schmidt 69' | Verslag (FIFA) Verslag (CONCACAF) |            | Estadio BBVA Bancomer, Guadalupe Toeschouwers: 3.721 Scheidsrechter: Odette Hamilton |

|                            |         |                                   |                    | |
| 11 juli 2022 18:00 (UTC−5) | Panama  | 1 – 0                             | Trinidad en Tobago | Estadio Universitario, San Nicolás de los Garza Toeschouwers: 3.969 Scheidsrechter: Astrid Gramajo |
| 11 juli 2022 18:00 (UTC−5) | Cox 43' | Verslag (FIFA) Verslag (CONCACAF) |                    | Estadio Universitario, San Nicolás de los Garza Toeschouwers: 3.969 Scheidsrechter: Astrid Gramajo |

## Knock-outfase

### Wedstrijdschema
|  | Halve finale                       | Halve finale |                              |   | Finale | Finale |
|  |                                    |              |                              |   |        |        |
|  | 14 juli – San Nicolás de los Garza |              |                              |   |        |        |
|  |                                    |              |                              |   |        |        |
|  | Verenigde Staten                   | 3            |                              |   |        |        |
|  | Verenigde Staten                   | 3            | 18 juli – Guadalupe          |   |        |        |
|  | Costa Rica                         | 0            |                              |   |        |        |
|  | Costa Rica                         | 0            | Verenigde Staten             | 1 |        |        |
|  | 14 juli – San Nicolás de los Garza |              | Verenigde Staten             | 1 |        |        |
|  |                                    | Canada       | 0                            |   |        |        |
|  | Canada                             | Canada       | 0                            | 3 |        |        |
|  | Canada                             |              |                              | 3 |        |        |
|  | Jamaica                            | 0            |                              |   |        |        |
|  | Jamaica                            | 0            | Wedstrijd om de derde plaats |   |        |        |
|  |                                    |              |                              |   |        |        |
|  | 18 juli – Guadalupe                |              |                              |   |        |        |
|  |                                    |              |                              |   |        |        |
|  | Costa Rica                         | 0            |                              |   |        |        |
|  | Costa Rica                         | 0            |                              |   |        |        |
|  | Jamaica (w.n.v.)                   | 1            |                              |   |        |        |

### Halve finales
|                            |                                      |                                   |            | |
| 14 juli 2022 18:00 (UTC−5) | Verenigde Staten                     | 3 – 0                             | Costa Rica | Estadio Universitario, San Nicolás de los Garza Toeschouwers: 2.537 Scheidsrechter: Astrid Gramajo |
| 14 juli 2022 18:00 (UTC−5) | Sonnett 34' Pugh 45+4' Sanchez 90+5' | Verslag (FIFA) Verslag (CONCACAF) |            | Estadio Universitario, San Nicolás de los Garza Toeschouwers: 2.537 Scheidsrechter: Astrid Gramajo |

|                            |                                  |                                   |         | |
| 14 juli 2022 21:00 (UTC−5) | Canada                           | 3 – 0                             | Jamaica | Estadio Universitario, San Nicolás de los Garza Toeschouwers: 3.153 Scheidsrechter: Melissa Borjas |
| 14 juli 2022 21:00 (UTC−5) | Fleming 18' Chapman 64' Leon 76' | Verslag (FIFA) Verslag (CONCACAF) |         | Estadio Universitario, San Nicolás de los Garza Toeschouwers: 3.153 Scheidsrechter: Melissa Borjas |

### Wedstrijd om de derde plaats
De winnaar van deze wedstrijd plaatste zich voor de Olympische play-offs.
|                            |            |                                   |                 |                                                                                            |
| 18 juli 2022 18:00 (UTC−5) | Costa Rica | 0 – 1 (n.v.)                      | Jamaica         | Estadio BBVA Bancomer, Guadalupe Toeschouwers: 6.889 Scheidsrechter: Marie-Soleil Beaudoin |
| 18 juli 2022 18:00 (UTC−5) |            | Verslag (FIFA) Verslag (CONCACAF) | 102' Van Zanten | Estadio BBVA Bancomer, Guadalupe Toeschouwers: 6.889 Scheidsrechter: Marie-Soleil Beaudoin |

### Finale
De winnaar van de finale kwalificeerde zich voor het voetbaltoernooi op de Olympische Zomerspelen 2024 in Frankrijk en de CONCACAF W Gold Cup 2024. De verliezer plaatste zich voor de Olympische play-offs.
|                            |                   |                                   |        |                                                                                    |
| 18 juli 2022 21:00 (UTC−5) | Verenigde Staten  | 1 – 0                             | Canada | Estadio BBVA Bancomer, Guadalupe Toeschouwers: 17.247 Scheidsrechter: Katia García |
| 18 juli 2022 21:00 (UTC−5) | Morgan 78' (pen.) | Verslag (FIFA) Verslag (CONCACAF) |        | Estadio BBVA Bancomer, Guadalupe Toeschouwers: 17.247 Scheidsrechter: Katia García |

## Kwalificatie internationale toernooien

### Wereldkampioenschap voetbal vrouwen
| Land             | Datum kwalificatie | Vorige deelnames                                   |
| ---------------- | ------------------ | -------------------------------------------------- |
| Verenigde Staten | 7 juli 2022        | 8 (1991, 1995, 1999, 2003, 2007, 2011, 2015, 2019) |
| Costa Rica       | 8 juli 2022        | 1 (2015)                                           |
| Canada           | 8 juli 2022        | 7 (1995, 1999, 2003, 2007, 2011, 2015, 2019)       |
| Jamaica          | 11 juli 2022       | 1 (2019)                                           |
| Haïti            | 21 februari 2023   | 0 (debuut)                                         |
| Panama           | 23 februari 2023   | 0 (debuut)                                         |

### Olympische Spelen
| Land             | Datum kwalificatie | Vorige deelnames                             |
| ---------------- | ------------------ | -------------------------------------------- |
| Verenigde Staten | 18 juli 2022       | 7 (1996, 2000, 2004, 2008, 2012, 2016, 2020) |
| Canada           | 26 september 2023  | 4 (2008, 2012, 2016, 2020)                   |

## Statistieken

### Doelpuntenmakers
3 doelpunten
- Jessie Fleming
- Julia Grosso
- Khadija Shaw
- Alex Morgan

2 doelpunten
- Katherine Alvarado
- Cristin Granados
- Kristie Mewis
- Sophia Smith

1 doelpunt
- Janine Beckie
- Allysha Chapman
- Jordyn Huitema
- Adriana Leon
- Sophie Schmidt
- Christine Sinclair
- Raquel Rodríguez
- María Paula Salas
- Roselord Borgella
- Sherly Jeudy
- Nérilia Mondésir
- Trudi Carter
- Drew Spence
- Kalyssa van Zanten
- Marta Cox
- Rose Lavelle
- Mallory Pugh
- Margaret Purce
- Trinity Rodman
- Ashley Sanchez
- Emily Sonnett

1 eigen doelpunt
- Lauryn Hutchinson (tegen Costa Rica)

### Rode kaarten
1 rode kaart
- Greta Espinoza (direct rood tegen Haïti)
- Lizbeth Ovalle (direct rood tegen Jamaica)
- Kedie Johnson (2× geel tegen Costa Rica)